# Toledo, Ohio
Toledo este un oraș cu 298.446 (în 2006) din comitatul Lucas County, statul Ohio, Statele Unite ale Americii.

## Demografie și economie
| Toledo dezvoltarea polulației pe ani |         |      |         |
| 1870                                 | 31.584  | 1940 | 282.349 |
| 1880                                 | 50.137  | 1950 | 303.616 |
| 1890                                 | 81.434  | 1970 | 383.818 |
| 1900                                 | 131.822 | 1980 | 354.635 |
| 1910                                 | 168.497 | 1990 | 332.943 |
| 1920                                 | 243.164 | 2000 | 313.619 |
| 1930                                 | 290.718 | 2010 | 287.208 |

Din punct de vedere economic Toledo este un oraș cunoscut prin industria de sticlă, de aceea este supranumit "Glass City" (orașul de sticlă). Aici au fost descoperite fibrele de sticlă. Din anul 1941 firma Jeep produce automobilele de marcă Toledo. Orașul are două aeoporturi Toledo Express Airport (TOL) destinat Airlines și Toledo Metcalf Field (TDZ) destinat avioanelor obișnuite. Prin așezarea sa la sud-vest de Lacul Erie unde are un port cu un trafic intens, care este legat cu canalul Welland, care comunică cu Marile Lacuri.

## Personalități marcante
- Casey Biggs (* 1955)
- John Cook (* 1957)
- John Cromwell (1887–1979)
- Dennis Russell Davies (* 1944)
- Philip Baker Hall (1931 - 2022), actor;
- John Edmondson (* 1933)
- Jamie Farr (* 1934)
- Frank Gehry (* 1929)
- Katie Holmes (* 1978)
- Maxwell Klinger (*cca. 1915)
- Victor Raider-Wexler (n. 1943), actor;
- Joseph Kosuth (* 1945)
- Anita Baker⁠(d) (n. 1958), textieră;
- Gene Kranz (* 1933)
- Wilbert McClure (* 1938)
- Thomas R. Nütten, (* 1971)
- Michael Witherell (* 1950),
- Alyson Stoner⁠(d) (n. 1993), actriță, cântăreață;